# ダモクレス

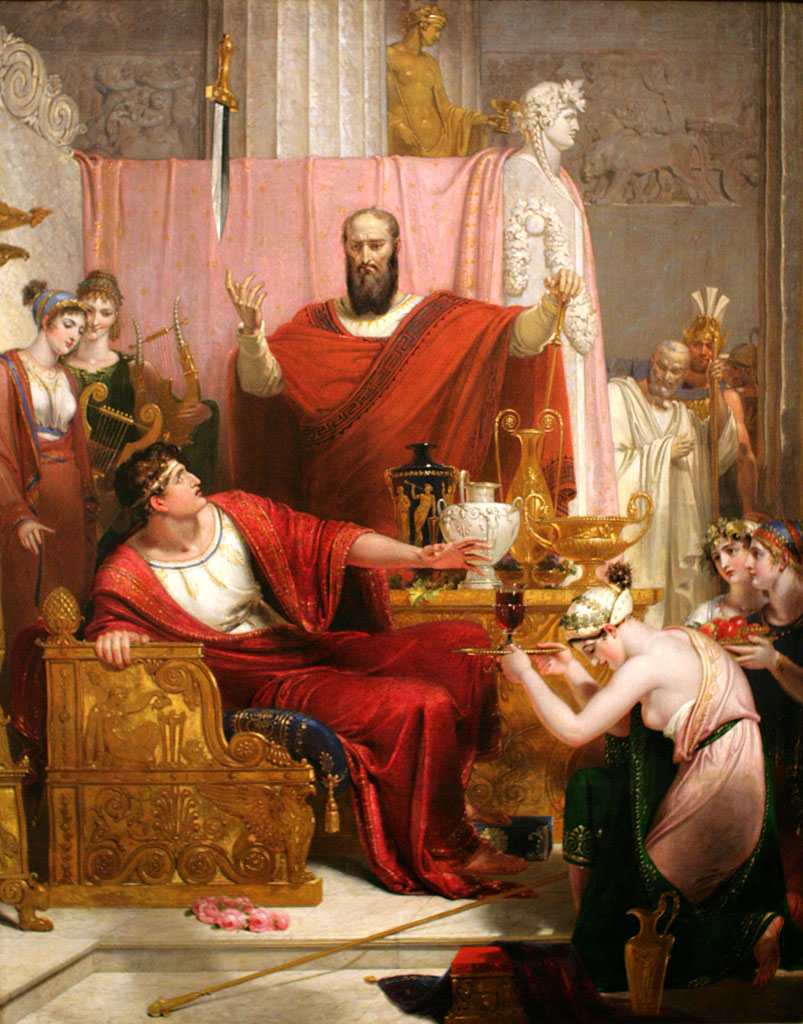
リチャード・ウェストール『ダモクレスの剣』／1812年の油彩画。イングランド。
贅を尽くした饗宴の中、誰もが羨むと思われる玉座に腰掛けるよう当世の僭主（中央）から勧められたダモクレス（中央左寄り）は、細い糸で吊るされた剣が玉座の真上にあることに気付き、僭主の抱く恐れを理解する。

ダモクレス（ダーモクレース、ギリシア語: Δαμοκλῆς〈ラテン翻字：Dāmoklē̂s〉、ラテン語：Damocles、紀元前4世紀前期）は、古代ギリシア植民都市シュラクサイ（現・シラクサ）の僭主ディオニュシオス2世の臣下とされる人物。「ダモクレスの剣」の故事で有名。

## ダモクレスの剣
ダモクレスの剣（ダモクレスのつるぎ、－ のけん。英語：sword of Damocles, Sword of Damocles）とは、栄華の最中にも危険が迫っていることや、そのような危険、または、常に身に迫る一触即発の危険な状態をいう。
歴史のうえでは、紀元前4世紀初頭、古代ギリシア文化圏内にあったシケリア島（現・シチリア島）にて全島を支配下に収めて繁栄を謳歌する植民都市シュラクサイ（現・シラクサ）での話。その実、ギリシア神話に見られる話。
全シケリアを統べる僭主ディオニュシオス2世に臣下として仕える若きダモクレスは、ある日、僭主の権力と栄光を羨み、追従の言葉を述べた。すると後日、僭主は贅を尽くした饗宴にダモクレスを招待し、自身がいつも座っている玉座に腰掛けてみるよう勧めた。それを受けてダモクレスが玉座に座ってみたところ、ふと見上げた頭上に己を狙っているかのように吊るされている1本の剣のあることに気付く。剣は天井から今にも切れそうな頼りなく細い糸で吊るされているばかりであった。ダモクレスは慌ててその場から逃げ出す。僭主ディオニュシオス2世は、ダモクレスが羨む僭主という立場がいかに命の危険を伴うものであるかをこのような譬えで示し、ダモクレスもまたこれを理解するのであった。
統治者・支配者の幸福の危うさを悟らせる故事「ダモクレスの剣」は、古代から現代に至る長きにわたり、古代においては古代ギリシア・ローマ文化圏で、中世以降においてはヨーロッパ文化圏を中心とした世界で、成句として好んで用いられてきた。後述するキケロの『トゥスクルム談義』は古代ギリシア・ローマ文化圏における代表的引用例、ケネディ大統領の国連演説はヨーロッパ文化圏における代表的引用例である。

### キケロ『トゥスクルム談義』
ダモクレスの剣の逸話として、有名なものに、共和政ローマ期の政治家にして文筆家、キケロが書いた『トゥスクルム談義』があり以下はその引用である。
| (Dionysius) "visne igitur," inquit,"Damocle, quoniam te haec vita delectat, ipse eam degustare et fortunam experiri meam?" Cum se ille cupere dixisset, conlocari iussit hominem in aureo lecto strato pulcherrimo textili stragulo, magnificis operibus picto, abacosque compluris ornavit argento auroque caelato. | ディオニュシオスは言った。「それではダモクレスよ、おまえはみずからこの暮らしをちょっと味わって、私の幸福を経験する気があるか?」。 彼がぜひやってみたいというと、僭主は、当人は黄金製の席に着くようにと命令し、食卓を金と銀で飾った。 |
| —ラテン語原文 | —日本語訳（逸身喜一郎訳） |

### ケネディ大統領の国連演説
この逸話が日本でよく知られるようになったのは、ケネディ大統領の国連演説（1961年）である。
| Today, every inhabitant of this planet must contemplate the day when this planet may no longer be habitable. Every man, woman and child lives under a nuclear sword of Damocles, hanging by the slenderest of threads, capable of being cut at any moment by accident or miscalculation or by madness | 地球のすべての住人は、いずれこの星が居住に適さなくなってしまう可能性に思いをはせるべきであろう。 老若男女あらゆる人が、核というダモクレスの剣の下で暮らしている。世にもか細い糸でつるされたその剣は、事故か誤算か狂気により、いつ切れても不思議はないのだ。 |

演説と故事とは、完全な類比にはなっていないが、謂わんとするところは明快である。